# Idanthyrsus australiensis
Idanthyrsus australiensis är en ringmaskart som först beskrevs av William Aitcheson Haswell 1883.  Idanthyrsus australiensis ingår i släktet Idanthyrsus och familjen Sabellariidae. Inga underarter finns listade i Catalogue of Life.